# موش کاندانگو
موش کاندانگو (نام علمی: Juscelinomys candango) نام یک گونه از سرده موش‌های کاونده است.